# Einheit von Front und Hinterland
Die Einheit von Front und Hinterland (russisch Единство фронта и тыла) ist ein Begriff der sowjetischen Kriegslehre, nach dem der Sieg in einem Krieg in erster Linie von einem festen Bündnis zwischen Armee und der Zivilbevölkerung abhängt.

## Allgemein
Die sowjetische Führung strebte nach der absoluten Einheit in der Strategie, der Lehre, der Organisation und des Planes. So auch bei der Verknüpfung von Front und Heimat zu einem einheitlichen Feldlager. Dieses Streben, nach einer granitharten Organisation mit absoluter innerer Homogenität und äußerer Einheit der Handlung ohne „Risse“ durch die der Feind eindringen könnte, wird häufig Monolithismus genannt. Umgekehrt ist es ein alter bolschewistischer Grundsatz die Einheit des Feindes mit allen Mitteln und auf allen Ebenen zu stören. Die theoretische Begründung für die Einheit von Front und Hinterland gab Lenin, der ausführte:

„Im Krieg siegt derjenige, der die meisten Reserven, die meisten Kraftquellen, den größten Rückhalt in den Volksmassen hat“

Stalin kam häufig auf die Wichtigkeit des Hinterlandes zu sprechen. Er stellte fünf Prinzipien auf, die sogenannten ständig wirkenden Faktoren die den Krieg entscheiden. Der erste dieser Faktoren war die Stabilität des Hinterlandes. Die anderen waren: die Moral der Armee, die Qualität und die Quantität der Divisionen, die Bewaffnung der Armee und die organisatorischen Fähigkeiten des Kommandopersonals. Ihnen wurden die vorübergehenden Faktoren entgegengestellt, wie das Überraschungsmoment oder die Kampferfahrung, die als nicht kriegsentscheidend angesehen wurden. Vor allem nach dem Krieg propagierte Stalin, dass die Rückzüge der Jahre 1941/42 nur Mittel zum Zweck waren, um Zeit zu gewinnen, um die ständig wirkenden Faktoren ins Spiel zu bringen.
Unter Stabilität des Hinterlandes wurde nicht nur die Fähigkeit der Bevölkerung den Entbehrungen des Krieges und solchen Dingen wie Luftangriffen zu widerstehen, verstanden, sondern auch die Fähigkeit die notwendigen Ressourcen für die Front herzustellen und liefern. Der Begriff Hinterland wird dabei in der sowjetischen Lehre breit definiert. Woroschilow schrieb 1949:

„In der Idee der Stabilität des Hinterlandes ist alles eingeschlossen, was das Leben und die Tätigkeit des ganzen staatsgesellschaftlichen Systems, die Politik, die Wirtschaft, den Produktionsapparat, das Ausmaß der Organisation des arbeitenden Volkes, die Ideologie, die Wissenschaft, die Kunst, die Moral des Volkes und andere Dinge ausmacht.“

Die Zeitschrift Bolschewik schrieb im Juni 1941:

„Unsere Kraft liegt in der Organisiertheit, in der Geschlossenheit und der unauflöslichen Einheit von Front und Hinterland [...] Der militärische Heldenmut und die Tapferkeit der Roten Armee, verbunden mit dem Heroismus der Arbeit im Hinterland - das ist das Unterpfand des Sieges.“

Eine Sammlung von Zitaten von Lenin über militärische Fragen listet im Abschnitt „Die Einheit von Front und Hinterland“ 30 Zitate von Lenin auf.
Laut Raymond L. Garthoff sind der Wert, den die Sowjets auf die umstürzlerischen und unzufriedenen Kräfte im Ausland, sowie den Partisanenkrieg im Zweiten Weltkrieg legten, weitere Beweise für die Bedeutung des Hinterlandes in der sowjetischen Kriegslehre.
Nach sowjetischer Auffassung kann die politisch-moralische Einheit von Volk und Armee nur im Sozialismus erreicht werden. Im Kapitalismus könne dagegen die Herrschende Klasse durch ideologische Manipulation nur eine zeitweilige und instabile Einheit von Front und Hinterland erreichen.^
Josef Winschuh schrieb 1940, dass der Nationalsozialismus „die Einheit von Arbeitertum und Soldatentum“ für den „letzten Einsatz“ im Krieg verbürgen würde. Volker Berghahn wendet dagegen ein, wenn eine solche Synthese erfolgreich versucht worden wäre, dann hätte das Nazi-Regime den Lebensstandard der Bevölkerung scharf herabsetzen können und eine Tiefenrüstung für den Totalen Krieg durchführen können.